# Église Saint-Nicolas de Mégevette
L’église Saint-Nicolas, est un lieu de culte catholique, situé dans la commune de Mégevette en Haute-Savoie.

## Historique
La paroisse dépendait autrefois de l'abbaye d'Aulps, une première église, datant du Xe siècle, trop petite et vétuste, a été remplacée par l'actuelle, qui a été construite de 1872 à 1880.
Avec sa triple nef, elle accueillait le millier de paroissiens de l'époque. Elle est placée sous les patronages de saint Nicolas et de saint Théodule. Érigée dans un style qui mêle « le pseudo-roman et la renaissance italienne », elle est surmontée d'un clocher à bulbe. Sous l'église, une crypte — chapelle funéraire de la famille Fernex — abritait une fresque du XVIIe siècle dont il ne reste malheureusement presque plus rien.[réf. nécessaire]
Entre 1975 et 1992, l'église a été entièrement restaurée.[réf. nécessaire]

## Description

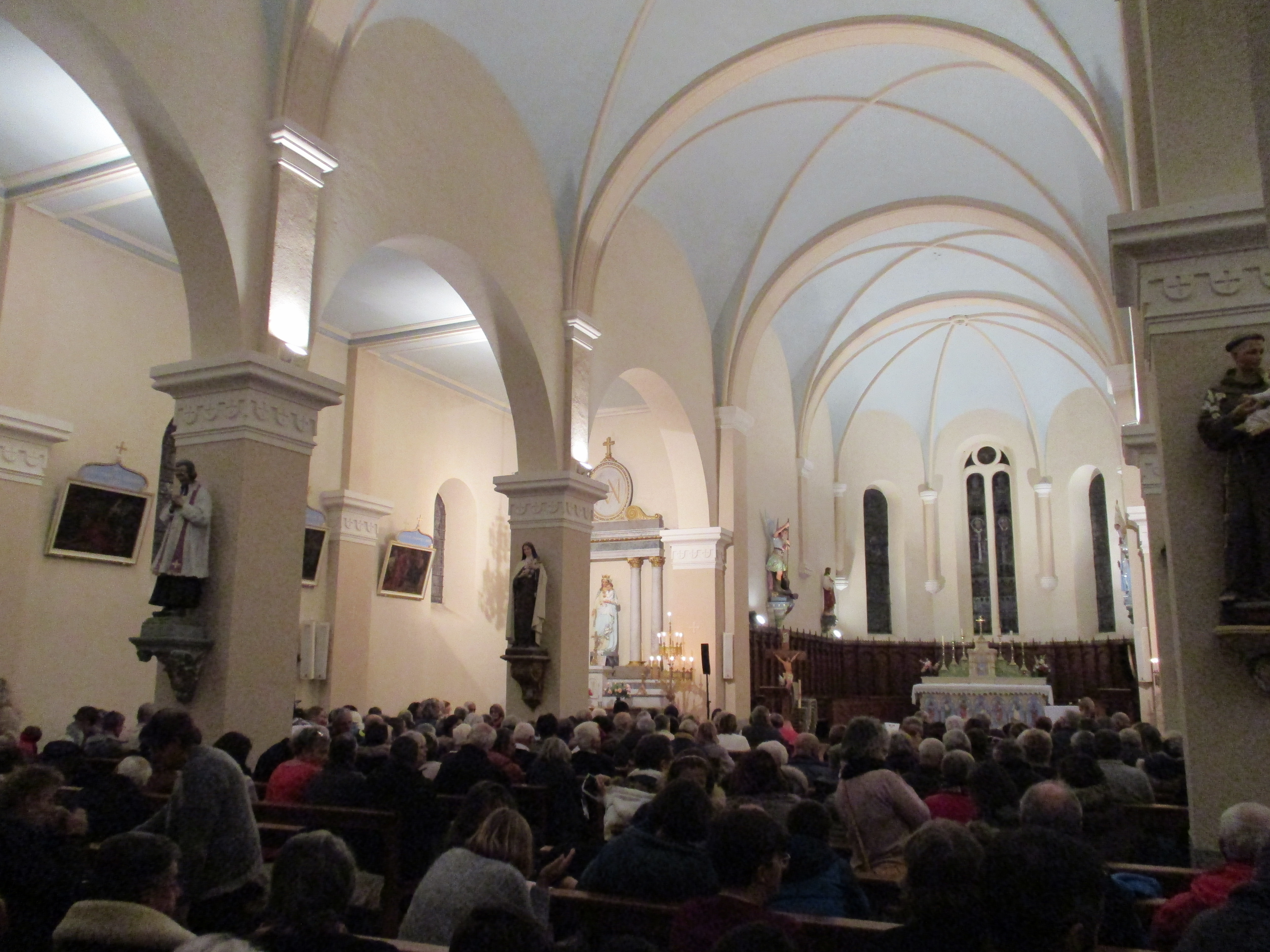
Intérieur de l'Eglise de Mégevette, lors du concert de la Manécanterie des Petits Chanteurs à la croix de bois, en décembre 2022.

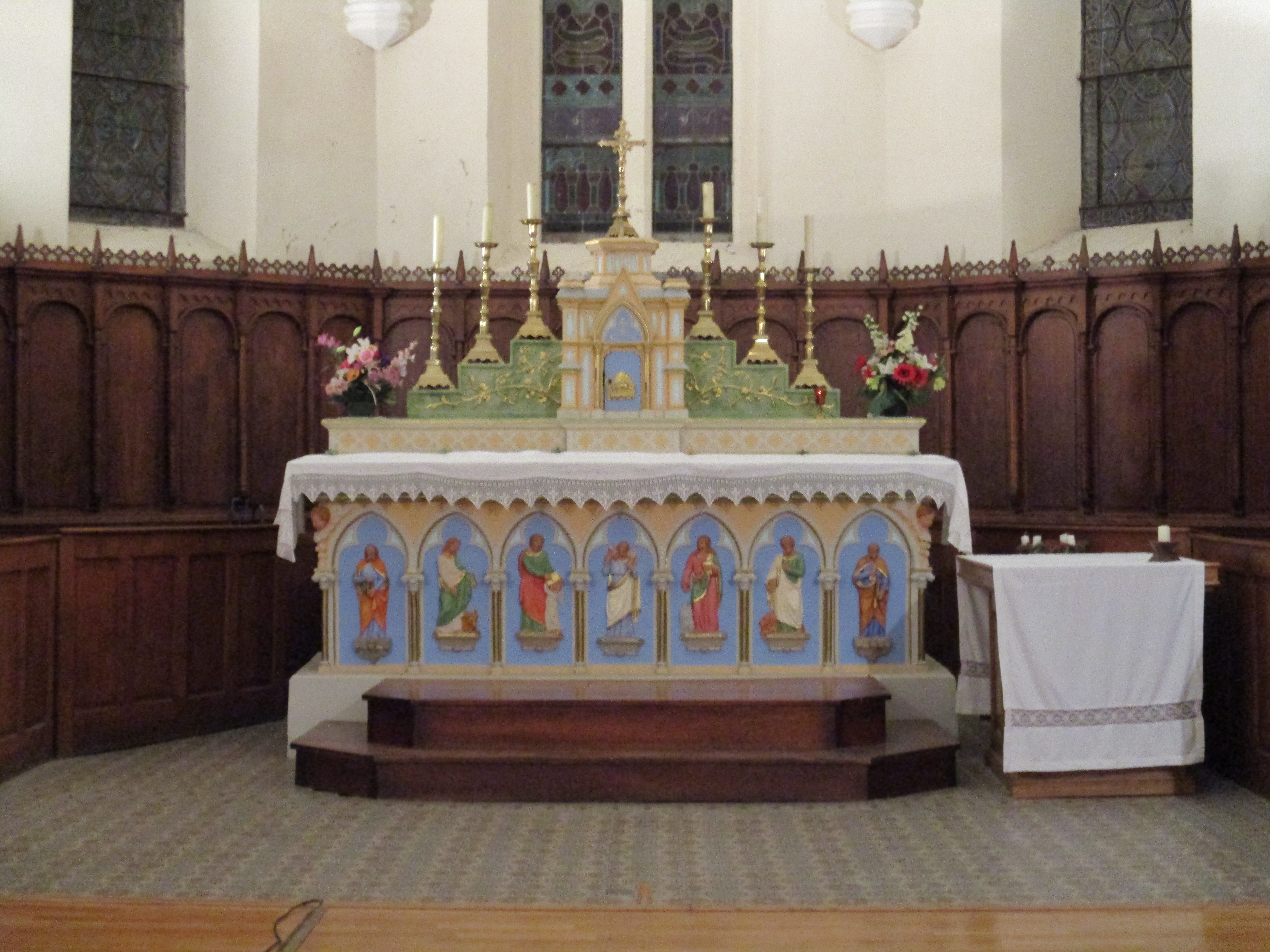
Le retable